# 轉型正義之路
《轉型正義之路：島嶼的過去與未來》由周婉窈著，國家人權博物館於2019年10月出版，內容著重在臺灣白色恐怖時期及轉型正義。

## 簡述
全書共九章，以臺灣本土和青少年視角敘寫臺灣白色恐怖時期，希令更多人理解轉型正義落實的重要性，藉由回顧臺灣歷史以展望未來。

## 書中用語
- KMT/ROC黨國

指1928年北伐後由中國國民黨單一政黨執政的中華民國，又稱「訓政時期」。
- 三大惡法

前總統蔣經國宣佈解嚴後，動員戡亂時期臨時條款、懲治叛亂條例、戡亂時期檢肅匪諜條例等三部法律仍實質箝制著民眾言行與日常生活。作者在書中稱其為「三大惡法」。
- 二條一

指懲治叛亂條例第二條第一項的省稱，在臺灣白色恐怖時期是唯一死刑的民俗代稱。電影《超級大國民》中，有一幕為政治犯高舉被銬住的雙手比出二和一的手勢，代表其被以二條一起訴，即將槍決。
- 第十三中隊

指被臺灣警備總司令部關押於綠島「新生訓導處」的政治犯，因故身亡且家屬未領回遺體者之埋葬地點的稱呼，其目前正式名稱為「綠洲山莊公墓」。